# 巴辅胜
巴辅胜（Theodore Fischbacher，1909年8月3日—1996年2月11日），1933年加入内地会，在中国工作15年。

## 生平
1909年8月3日，巴辅胜出生在苏格兰南拉纳克郡坎布斯朗，即格拉斯哥的郊区。1933年（26岁），哥哥巴富义在新疆殉职，同年，巴辅胜加入内地会，前往中国传教，先在安庆学习中文，随后派往山西新绛县传道。1940年代任教于陕西省凤翔县西北圣经学院。直到1949年（40岁）才离开中国。
1996年2月11日，巴辅胜在美国加利福尼亚州圣巴巴拉去世，享年86岁。

## 家庭
巴辅胜弟兄姊妹8人，已有一姊一兄先后加入内地会来到中国传道：
- 巴若兰（Elizabeth Fischbacher，1897年3月31日-1967年12月24日）1922年抵达中国，在山西布道，后加入地方教会。
- 巴富义（Emil Fischbacher，1903年8月9日－1933年5月27日），1932年抵达中国，在新疆从事医疗布道，因救死扶伤而染病殉职。

1930年代，巴辅胜在中国与来自美国堪萨斯州，1936年来华的女教士Olive Huaton 结婚。生有一子 Gordon Emil Fischbacher。